# Paul Murphy
Paul Murphy (Worcester (Massachusetts), 1949) is een Amerikaanse jazzdrummer.

## Biografie
Murphy begon op zeer jonge leeftijd met drummen en maakte op 6-jarige leeftijd kennis met Gene Krupa. Hij ging studeren bij Krupa, Louis Bellson en Joseph Levitt, de belangrijkste percussionist van het National Symphony Orchestra en directeur van het Peabody Institute of the Johns Hopkins University.
Op 16-jarige leeftijd begon Murphy te spelen in de omgeving van Washington D.C. met bassist Billy Taylor van Duke Ellington, die hem de muziek van pianist Cecil Taylor lieten horen. Op advies van Billy Taylor verhuisde Murphy naar San Francisco, waar hij zich vestigde als orkestleider. Daar ontmoette hij en raakte hij bevriend met Cecil Taylor en Jimmy Lyons. Op voorstel van Lyons verhuisde hij vervolgens naar New York, waar hij leiding gaf aan Ali's Alley, een club gerund door drummer Rashied Ali en begon te spelen en op te nemen met Lyons' bands en met zijn eigen kwintet. Terwijl hij in New York was, verdiepte Murphy zich in zowel de experimentele jazz- als punkrockcircuits.
Na de vroegtijdige dood van Lyons in 1986, bracht Murphy tijd door met drummen in Las Vegas (Nevada) en verhuisde daarna terug naar San Francisco, waar hij het Trio Hurricane oprichtte met saxofonist Glenn Spearman en bassist William Parker. Hij verhuisde in 1990 terug naar Washington D.C. en werkte sindsdien samen met de pianisten Joel Futterman en Larry Willis, dichter Jere Carroll en anderen.

## Discografie

### Als leader
- 1981: In a Dream Stream: Paul Murphy at CBS (Murphy Records) met Mary Anne Driscoll
- 1982: Red Snapper: Paul Murphy At CBS (CIMP) met Jimmy Lyons, Dewey Johnson, Karen Borca, Mary Anne Driscoll
- 1983: Cloudburst: Paul Murphy at RCA (Murphy Records) met Jimmy Lyons, Dewey Johnson, Karen Borca, Mary Anne Driscoll
- 1986: Trio Hurricane: Suite Of Winds (Black Saint Records) met Glenn Spearman en William Parker
- 1997: Trio Hurricane: Live At Fire In The Valley (Eremite Records) met Glenn Spearman en William Parker
- 2001: Breakaway (Murphy Records) met Joel Futterman en Jere Carroll
- 2002: Enarre (Cadence_Jazz) met Joel Futterman en Kash Killion
- 2004: Shadow * Intersections * West (Cadence_Jazz) met Marco Eneidi en Kash Killion
- 2007: Excursions (Murphy Records) met Larry Willis en Jere Carroll
- 2008: Exposé (Murphy Records) met Larry Willis en Jere Carroll
- 2009: Foundations (Murphy Records) met Larry Willis en Jere Carroll
- 2017: Freedom's Bell (Murphy Records) met Larry Willis, Jere Carroll en Dominic Fragman

### Als sideman
Met Jimmy Lyons
- 1982: Riffs (Hathut_Records)
- 1984: Wee Sneezawee (Black Saint Records)
- 1985: Give It Up (Black Saint Records)
- 2003:Jimmy Lyons Box Set (Ayler Records)

Met Larry Willis
- 2001: Sunshower (Mapleshade Records)
- 2004: The Powers of Two (Mapleshade Records)
- 2004: The Powers of Two, Volume 2 (Mapleshade Records)

Met Raphe Malik
- 2002: Companions (Eremite Records)

Met Eddie Gale
- 1992: A Minute With Miles (Mapleshade Records)

Met Mary Anne Driscoll
- 2004: Inside Out (CIMP)

Met Kendra Shank
- 1994: Afterglow (Mapleshade Records)

Met Windmill Saxophone Quartet
- 2002: Touch of Evil (Mapleshade Records)

Compilaties
- 1998: Vision Volume One: Vision Festival 1997 Compiled (AUM Fidelity)